# Trevor Fisher
Trevor H. Fisher (Johannesburg, 8 juni 1979) is een golfprofessional uit Zuid-Afrika. 

## Amateur
In 1999 was hij de beste amateur in het Zuid-Afrikaans Open.

### Gewonnen
- 1999: Modderfontein Under-23 (Captain)
- 2000: Modderfontein Under-23
- 2001: Kwazulu Natal Amateur, North West Amateur, Northern Province
- 2002: Champion of Champion

## Professional
In 2002 werd Fisher professional en sindsdien speelt hij op de Sunshine Tour. Zijn beste positie op de Order of Merit was een 16de plaats in 2009.
In 2008 en 2009 speelde hij in Zuid-Afrika ook  het Alfred Dunhill Kampioenschap, het Zuid-Afrikaans Open en het Joburg Open, die ook telden voor de Europese Tour. 
In 2010 nam hij bij het Africa Open na de eerste ronde de leiding met -7.

### Gewonnen

#### Sunshine Tour
- 2004: FNB Botswana Open
- 2007: Eskom Power Cup
- 2008: Seekers Travel Pro-Am
- 2009: Vodacom Business Origins of Golf Tour op Bloemfontein GC
- 2012: Wild Waves Golf Challenge, Vodacom Origins of Golf Tour (Sishen), Nedbank Affinity Cup

#### Elders
- 2008: Klipdrift Premium Sun International Touring Pro-Am op Sun City GC